# Stefan Henze
Stefan Henze (n. 3 mai 1981, Halle (Saale), RDG – d. 15 august 2016, Rio de Janeiro, Rio de Janeiro, Brazilia) a fost un canoist ce a reprezentat Germania, medaliat olimpic. A participat la 1 ediție a Jocurilor Olimpice (2004) în care a câștigat 1 medalie de argint.

## Participări
Lista de mai jos prezintă principalele competiții la care a participat Stefan Henze de-a lungul carierei.
- Jocurile Olimpice de vară din 2004[1]